# 城辺御荘バイパス
城辺・御荘バイパス（じょうへんみしょうバイパス）は愛媛県南宇和郡愛南町蓮乗寺から同町御荘平城に至る、延長3.5kmの国道56号バイパスとして建設された道路。旧道は市街地の人家密集地域を通過しており、幅員も5.5 - 6.0mと狭く、大型車の通行に支障があり交通渋滞も生じていた。

## 概要
- 起点: 南宇和郡愛南町蓮乗寺
- 終点: 南宇和郡愛南町御荘平城
- 延長: 3.5km
- 規格: 第3種第2級
- 車線数: 完成2車線
- 道路幅員: 14.5m
- 車線幅員: 3.25m
- 設計速度: 60km/h

## 沿革
- 1972年（昭和47年） - 工事着手。
- 1976年（昭和51年）4月 - 供用。

## 通過市町村
- 愛南町

## 当該道路の位置関係
- （宇和島方面） - 国道56号
- （中村方面） - 国道56号

## 主な構造物
- 城辺トンネル (L=532m)